# Columbiophasma
Columbiophasma is een geslacht van Phasmatodea uit de familie Pseudophasmatidae. De wetenschappelijke naam van dit geslacht is voor het eerst geldig gepubliceerd in 2002 door Conle & Hennemann.

## Soorten
Het geslacht Columbiophasma omvat de volgende soorten:
- Columbiophasma quindensis (Goudot, 1843)
- Columbiophasma taeniatum (Hebard, 1919)